# Richard Scott Bakker
Pour les articles homonymes, voir Bakker.
Œuvres principales
- Série Le Prince du néant

Richard Scott Bakker, né le 2 février 1967 à Simcoe en Ontario, est un auteur canadien de fantasy.

## Biographie
Il grandit dans une plantation de tabac dans la région de Simcoe, et en 1986 entre à l'université de Western Ontario où il étudie la littérature et la critique littéraire. Il abandonne une formation qui devait le mener au baccalauréat de philosophie à l'université Vanderbilt, préférant se consacrer à l'écriture. Il est marié et vit à London, en Ontario.
Au départ, écrire est pour lui un passe-temps, une façon de se détendre et de rester efficace quand il commence à se sentir débordé par ses études. Mais un de ses amis le convainc d'envoyer Autrefois les ténèbres  à un agent new-yorkais qui vend rapidement le manuscrit aux éditions Penguin Books. Il écrit maintenant à plein temps. 

## Œuvres

### SérieLe Prince du néant
1. Autrefois les ténèbres, Fleuve noir, 2005 ((en) The Darkness That Comes Before, 2003)
2. Le Guerrier prophète, Fleuve noir, 2009 ((en) The Warrior-Prophet, 2004)
3. Le Chant des sorciers, Fleuve noir, 2009 ((en) The Thousandfold Thought, 2006)

### SérieThe Aspect-Emperor
1. (en) The Judging Eye, 2009
2. (en) The White-Luck Warrior, 2011
3. (en) The Great Ordeal, 2016
4. (en) The Unholy Consult, 2017

### Romans indépendants
- Neuropath, Bragelonne, 2009 ((en) Neuropath, 2008)
- (en) Disciple of the Dog, 2010
- (en) Light, Time, and Gravity, 2011